# Cratere Astrid
Astrid  è un cratere sulla superficie di Venere.